# Barbara Mussio
Barbara Mussio, née le 4 juillet 1968 à Turin, est une patineuse de vitesse sur piste courte italienne.

## Biographie
Aux épreuves de Patinage de vitesse sur piste courte aux Jeux olympiques de 1988, elle remporte le relais féminin avec Cristina Sciolla, Maria Rosa Candido et Gabriella Monteduro.

## Palmarès
- 1987 :  Championnats du monde, relais 3 000 m
- 1988 :  Jeux olympiques de 1988, relais 3 000 m